# ごごしま
株式会社ごごしまは、愛媛県松山市に本社を置く海運会社。松山港と興居島を結ぶフェリー航路を運営している。2011年（平成23年）4月1日に有限会社小冨士汽船から社名を変更した。

## 概要
興居島北部の由良港と四国本土の高浜港を結ぶ航路は、1950年代まで個人事業によって運航されていたが、1961年（昭和36年）に有限会社小冨士汽船が設立され、小冨士汽船事業協同組合を経て法人化された。
当初は個人事業主から継承した木造・焼玉機関の客船による運航であったが、1966年にはカーフェリーが就航し、近代化された。
2011年（平成23年）4月1日、興居島南部の泊航路を運航していた興居島汽船の廃業に際し、新たに株式会社ごごしまが設立され、興居島汽船と小冨士汽船の船舶・航路を継承し、以後、興居島唯一の定期航路運航会社として、高浜 - 由良・泊の2航路を運営している。

## 航路
- 高浜港 - 泊港（14往復）
- 高浜港 - 由良港（14往復）

両航路共に乗船券は船内で販売しており、運賃は同額である。高浜港 - 泊港航路は興居島汽船の航路廃止に伴い航路を継承した。毎年12月31日〜1月3日の各航路の最終1往復は運休となる。

## 船舶

### 就航中の船舶

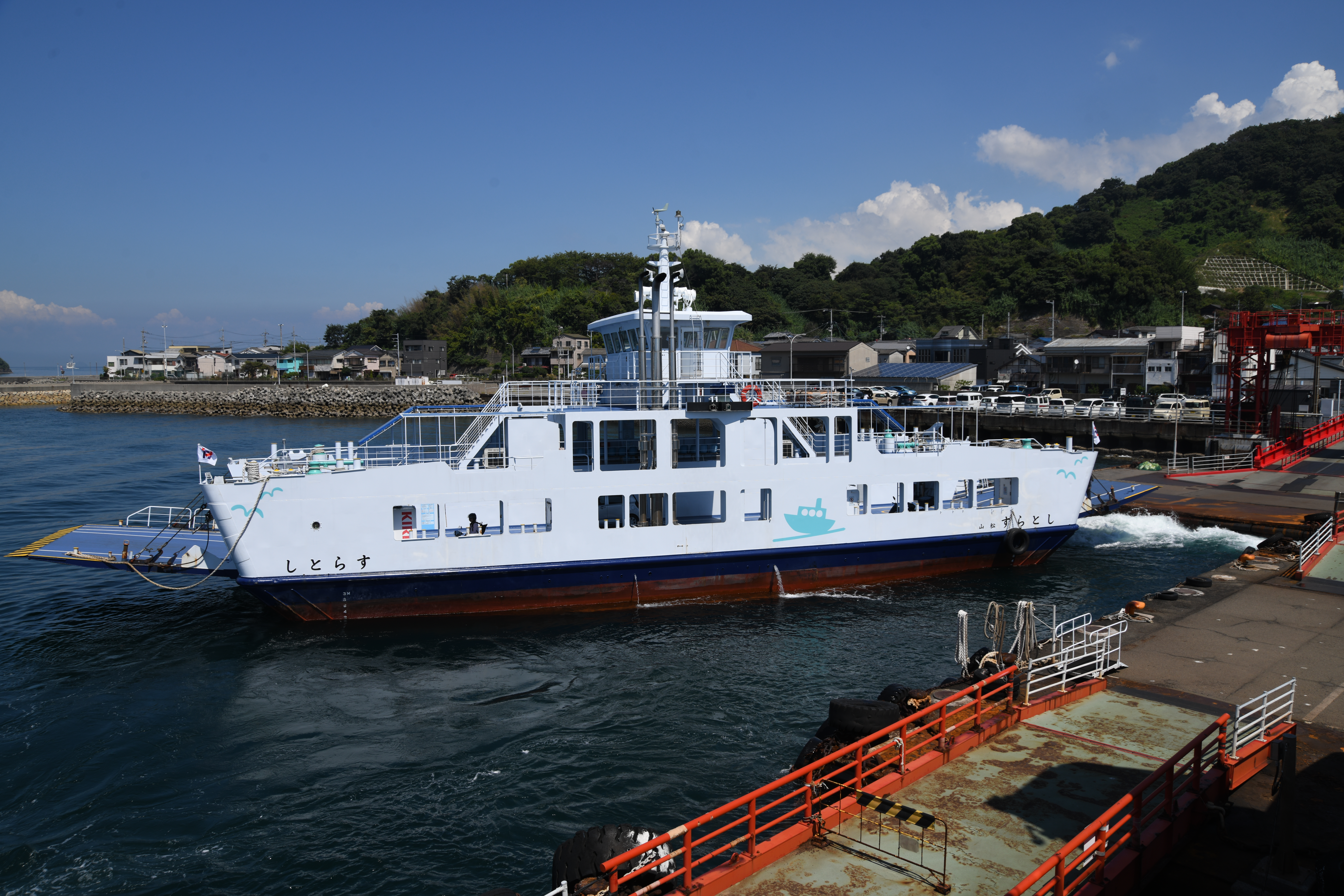
しとらす（高浜港）

フェリー
- ミソラ

2003年（平成15年）竣工、2020年（令和2年）6月30日就航、神原造船建造、元弓削汽船所有の「第五青丸」。「あいらんど」置き換えとして中古船で購入し、田熊造船で整備。
132総トン、全長42.5m、全幅9.5m、航海速力9.5ノット、旅客定員140名、普通乗用車14台。
- しとらす[注釈 1]※主に泊航路に配船。

2018年1月14日起工、同年6月17日進水、同年7月24日竣工、同年8月18日就航、神原造船建造。船名は公募により決定。
185総トン、全長44.6m、全幅11.5m、航海速力7.5ノット、旅客定員150名（旅客のみの場合250名）、普通車14台。
旅客船
- 海燕23

1987年（昭和62年）竣工、2016年4月就航、鈴木造船建造、元名鉄海上観光船所有。
19総トン、全長12m、ディーゼル2基、機関出力440PS×2、航海速力22.5ノット、旅客定員79名。

### 過去の船舶

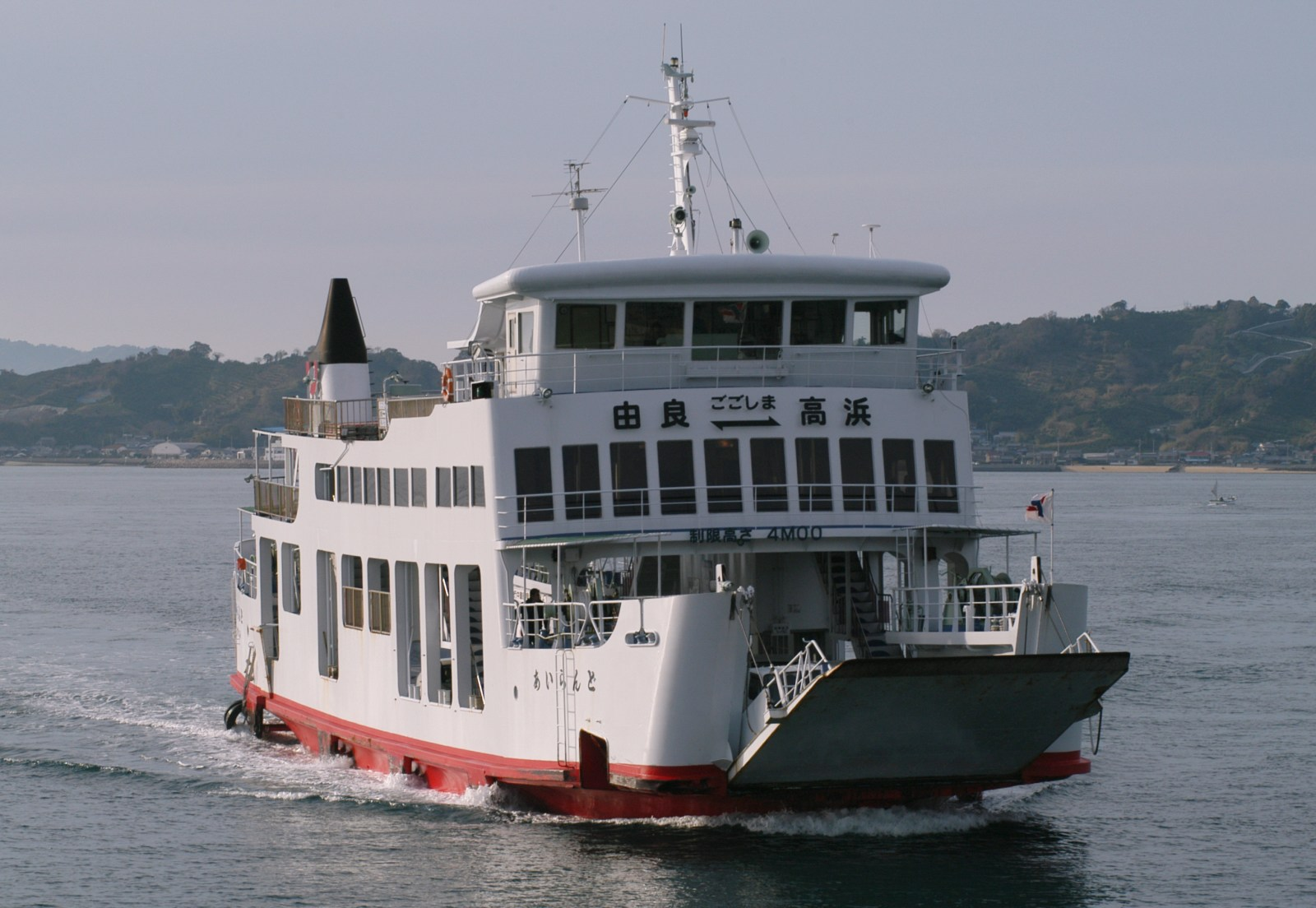
あいらんど（高浜港）

フェリー
- やしろ[4]

1964年3月竣工、中村造船鉄工建造。元防予汽船（現：防予フェリー）所有。
131.99総トン、全長33.20m、型幅7.00m、型深さ2.70m、ディーゼル1基、機関出力300ps、航海速力8ノット、旅客定員174名、大型バス2台、乗用車2台。
- こふじ[5]

1966年9月進水、興居島初のカーフェリー。
90.71総トン、ディーゼル1基、機関出力200ps、航海速力10.5ノット、旅客定員235名。
- 高戸[6]

1972年12月竣工、金子造船建造。
196.79総トン、全長34.00m、幅8.60m、深さ2.78m、ディーゼル1基、機関出力370PS、航海速力10ノット、旅客定員230名、15tトラック2台、2tトラック6台。
- 第二高戸[7]

1983年5月竣工、大内造船所建造。「あいらんど」就航後、白石フェリーに売船。
170総トン、全長28.00m、幅8.50m、深さ3.00m、ディーゼル1基、機関出力300PS、航海速力9.0ノット、旅客定員180名、15tトラック2台、2tトラック4台。
- えひめ2

1987年3月進水、同年4月竣工、神原造船建造、興居島汽船より継承。「しとらす」就航により2018年8月17日をもって引退。
188総トン、全長44.00m、型幅10.00m、型深さ3.00m、ディーゼル1基、機関出力600PS、航海速力9.0ノット、旅客定員148名、大型トラック4台または小型トラック12台。
- あいらんど

1989年1月進水、同年3月竣工、金子造船所建造。主に由良航路に配船、「ミソラ」就航により引退。
484総トン、全長46.80m、型幅10.60m、型深さ3.79m、ディーゼル1基、機関出力1,200PS、航海速力10.0ノット、旅客定員260名、2トントラック8台。
2017年3月1日より客室内全面禁煙。同年12月1日よりバスフロート船として認定され、条件を満たした車両は運転者および同乗者が車両内に留まることが可能となった。
旅客船
- 観島丸[9]

1953年3月竣工、角田造船所建造、木造。
43.22総トン、登録長18.07m、型幅4.08m、型深さ1.54m、焼玉機関、機関出力75ps、最大速力8ノット、旅客定員149名。
- 第二観島丸[9]

1954年11月竣工、因島造船所建造、木造。
49.19総トン、登録長21.89m、型幅2.80m、型深さ1.75m、焼玉機関、機関出力120ps、最大速力10ノット、旅客定員110名。